# روبین یاتما
روبین یاتما (انگلیسی: Robin Jäätma; ۵ مارس ۲۰۰۱) کماندار اهل استونی است.